# William Robert Alford
William Robert "Red" Alford (Canton (Mississippi), 21 de julho de 1937 — 29 de maio de 2003) foi um matemático estadunidense.
Trabalhou no campo da teoria dos números.

## Biografia
Nascido em Canton (Mississippi), foi um veterano da Força Aérea dos Estados Unidos. Obteve o grau de Bachelor of Science em matemática e física na The Citadel, The Military College of South Carolina em 1959, e o doutorado em matemática na Universidade Tulane, em 1963, e o grau de Juris Doctor na University of Georgia School of Law em 1976 em Athens (Geórgia). Trabalhou então na área do direiro em Athens, antes de retornar à faculdade de matemática. Aposentou-se em 2002. Morreu aos 65 anos de idade, vitimado por um tumor cerebral.
Com Carl Pomerance e Andrew Granville, provou em 1994 a infinidade dos números de Carmichael com base na conjectura de Paul Erdős.
Seu número de Erdős é 2.